# Wahlenbergia kowiensis
Wahlenbergia kowiensis är en klockväxtart som beskrevs av Robert Allen Dyer. Wahlenbergia kowiensis ingår i släktet Wahlenbergia och familjen klockväxter. Inga underarter finns listade i Catalogue of Life.